# Pimea monticola
Pimea monticola ist eine Art der Landplanarien, die auf Neukaledonien entdeckt wurde. Die Art ist der einzige Vertreter der Gattung Pimea.

## Merkmale
Pimea monticola ist eine kleine, längliche ca. 11 Millimeter lange Planarie. Die Rückenfärbung ist dunkelbraun, die zu den Rändern hin blasser wird. Die Kriechsohle ist weiß. Sie besitzt einige Augen, die sich seitlich am Kopf verteilen. Am verbreiterten Vorderende sitzt an der Bauchseite ein Organ, bestehend aus Drüsen- und Muskelgewebe, das einem Saugnapf gleicht. Die kutane Längsmuskulatur ist teilweise ins Mesenchym eingesunken und entspringt an dem saugnapfähnlichen Organ. Die Kriechsohle nimmt ungefähr ein Drittel der Breite der Bauchseite ein. Die Testikel liegen rückenseitig. Das Kopulationsorgan weist eine permanente Penispapille innerhalb der Geschlechtshöhle auf.

## Verbreitung
Pimea monticola ist eine auf Neukaledonien endemische Art. Der Holotyp wurde in einem feuchten Wald in der Nähe des Gipfels von Mont Aoupinié entdeckt.

## Systematik
Aufgrund der bauchseitigen Lage der Testikel wird die Gattung der Tribus Caenoplanini zugeordnet.

## Etymologie
Der Gattungsname Pimea beruht auf einem Stamm der melanesischen Ureinwohner Neukaledoniens, den Pime. Dieser Stamm hat in der Nähe des Fundortes des Holotyps gelebt.
Das Artepitheton monticola leitet sich vom lateinischen Wort monticola (dt. Bergbewohner) ab, hierdurch wird Bezug auf den Fundort im Gebirge genommen.